# Lepturges castaneus
Lepturges castaneus är en skalbaggsart som beskrevs av Monné 1978. Lepturges castaneus ingår i släktet Lepturges och familjen långhorningar. Inga underarter finns listade i Catalogue of Life.